# 斯洛維尼亞沿海地區

斯洛維尼亞沿海地區在斯洛文尼亞的位置以1標示

斯洛維尼亞沿海地區是斯洛維尼亞傳統地理區劃之一。在歷史上這裡曾是哈布斯堡家族的領地。傳統上斯洛維尼亞沿海地區可以分為戈里和斯洛維尼亞伊斯特拉兩個地區。斯洛維尼亞沿海地區是斯洛維尼亞除了盧比安納之外競技最發達的地區，義大利語在這一地區也廣泛通行。中心城镇为新戈里察，最大的城镇为科佩尔。

## 外部連結
维基共享资源上的相關多媒體資源：斯洛維尼亞沿海地區
45°59′21.58″N 13°48′35.33″E / 45.9893278°N 13.8098139°E